# 泰苏蒙福尔
泰苏蒙福尔（法語：They-sous-Montfort，法語發音：[tɛ su mɔ̃fɔʁ] ⓘ）是法国大东部大区孚日省的一个市镇，属于讷沙托区。

## 地理
泰苏蒙福尔（48°13'52"N, 5°58'29"E）面积10.21 平方千米，位于法国大東部大區孚日省，该省份为法国东北部内陆省份，北起默兹省和默尔特-摩泽尔省，西接上马恩省，南至上索恩省和贝尔福地区省，东临上莱茵省和下莱茵省。
与泰苏蒙福尔接壤的市镇（或旧市镇、城区）包括：维泰勒、栋于连、阿雷维尔、拉讷沃维尔-苏蒙福尔、帕雷苏蒙福尔。

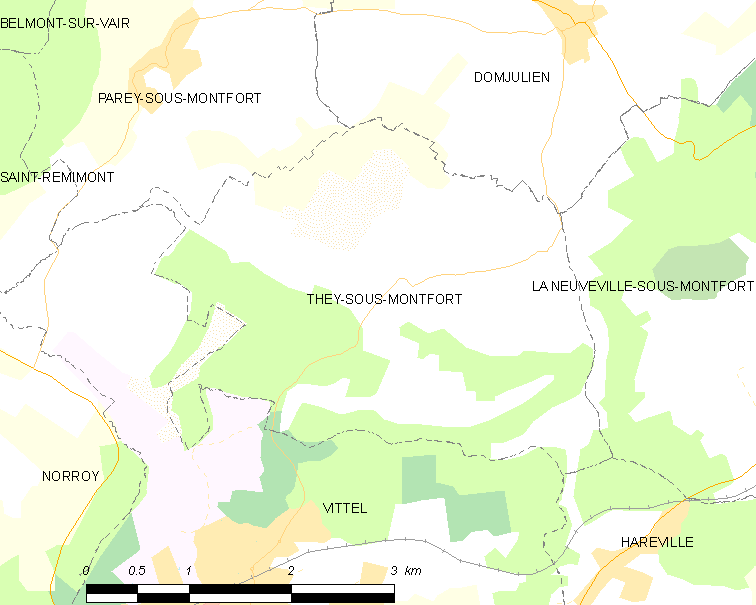
泰苏蒙福尔的OSM定位图

泰苏蒙福尔的时区为UTC+01:00、UTC+02:00（夏令时）。

## 行政
泰苏蒙福尔的邮政编码为88800，INSEE市镇编码为88466。

## 政治
泰苏蒙福尔所属的省级选区为维泰勒县。

## 人口

1962-2008年间泰苏蒙福尔人口变化图示

泰苏蒙福尔于2022年1月1日时的人口数量为123人。